# Árbol AVL

Animación que muestra la construcción de un árbol AVL e incluye todas sus rotaciones.

Un árbol AVL es un tipo especial de árbol binario ideado por los matemáticos soviéticos Adelson-Velskii y Landis. Fue el primer árbol de búsqueda binario autobalanceable que se ideó.

## Descripción

Un ejemplo de árbol binario no equilibrado (no es AVL)

Un ejemplo de árbol binario equilibrado (sí es AVL)

El árbol AVL toma su nombre de las iniciales de los apellidos de sus inventores, Georgii Adelson-Velskii y Yevgeniy Landis. Lo dieron a conocer en la publicación de un artículo en 1962, «An algorithm for the organization of information» («Un algoritmo para la organización de la información»).
Los árboles AVL están siempre equilibrados de tal modo que para todos los nodos, la altura de la rama izquierda no difiere en más de una unidad de la altura de la rama derecha o viceversa. Gracias a esta forma de equilibrio (o balanceo), la complejidad de una búsqueda en uno de estos árboles se mantiene siempre en orden de complejidad O(log n). El factor de equilibrio puede ser almacenado directamente en cada nodo o ser computado a partir de las alturas de los subárboles.
Para conseguir esta propiedad de equilibrio, la inserción y el borrado de los nodos se ha de realizar de una forma especial. Si al realizar una operación de inserción o borrado se rompe la condición de equilibrio, hay que realizar una serie de rotaciones de los nodos.
Los árboles AVL más profundos son los árboles de Fibonacci.

## Definición formal

### Definición de la altura de un árbol
Sea {\displaystyle T} un árbol binario de búsqueda y sean {\displaystyle T_{i}} y {\displaystyle T_{d}} sus subárboles, su altura {\displaystyle H(T)}, es:
- {\displaystyle 0} si el árbol {\displaystyle T} contiene solo la raíz
- {\displaystyle 1+\max(H(T_{i}),H(T_{d}))} si contiene más nodos

### Definición de árbol AVL
- Un árbol vacío es un árbol AVL
- Si {\displaystyle T} es un árbol no vacío y {\displaystyle T_{i}} y {\displaystyle T_{d}} sus subárboles, entonces {\displaystyle T} es AVL si y solo si:

- {\displaystyle T_{i}} es AVL
- {\displaystyle T_{d}} es AVL
- {\displaystyle |H(T_{i})-H(T_{d})|<=1}

## Factor de equilibrio
Cada nodo, además de la información que se pretende almacenar, debe tener los dos punteros a los árboles derecho e izquierdo, igual que los árboles binarios de búsqueda (ABB), y además el dato que controla el factor de equilibrio.
El factor de equilibrio es la diferencia entre las alturas del árbol derecho y el izquierdo:
FE = altura subárbol derecho - altura subárbol izquierdo
Por definición, para un árbol AVL, este valor debe ser -1, 0 o 1.
Si el factor de equilibrio de un nodo es:
0 -> el nodo está equilibrado y sus subárboles tienen exactamente la misma altura.
1 -> el nodo está equilibrado y su subárbol derecho es un nivel más alto.
-1 -> el nodo está equilibrado y su subárbol izquierdo es un nivel más alto.
Si el factor de equilibrio {\displaystyle |Fe|>=2} es necesario reequilibrar.

## Operaciones
Las operaciones básicas de un árbol AVL implican generalmente el realizar los mismos algoritmos que serían realizados en un árbol binario de búsqueda desequilibrado, pero precedido o seguido por una o más de las llamadas "rotaciones AVL".

### Rotaciones

Las rotaciones internas en árboles binarios son operaciones internas comunes utilizadas para mantener el balance perfecto (o casi perfecto) del árbol binario. Un árbol balanceado permite operaciones en tiempo logarítmico

El reequilibrado se produce de abajo hacia arriba sobre los nodos en los que se produce el desequilibrio.
Pueden darse dos casos: rotación simple o rotación doble; a su vez ambos casos pueden ser hacia la derecha o hacia la izquierda.
Rotación simple a la derecha
De un árbol de raíz (r) y de hijos izquierdo (i) y derecho (d), lo que haremos será formar un nuevo árbol cuya raíz sea la raíz del hijo izquierdo, como hijo izquierdo colocamos el hijo izquierdo de i (nuestro i’) y como hijo derecho construimos un nuevo árbol que tendrá como raíz, la raíz del árbol (r), el hijo derecho de i (d’) será el hijo izquierdo y el hijo derecho será el hijo derecho del árbol (d).
```
op
 
rotDer
:
 
AVL
{
X
}
 
->
 
[
AVL
{
X
}
]
 
.

eq
 
rotDer
(
arbolBin
(
R1
,
 
arbolBin
(
R2
,
 
I2
,
 
D2
),
 
D1
))
 
==

arbolBin
(
R2
,
 
I2
,
 
arbolBin
(
R1
,
 
D2
,
 
D
))
 
.

```

Rotación simple a la izquierda
De un árbol de raíz (r) y de hijos izquierdo (i) y derecho (d), consiste en formar un nuevo árbol cuya raíz sea la raíz del hijo derecho, como hijo derecho colocamos el hijo derecho de d (nuestro d’) y como hijo izquierdo construimos un nuevo árbol que tendrá como raíz la raíz del árbol (r), el hijo izquierdo de d será el hijo derecho (i’) de r y el hijo izquierdo será el hijo izquierdo del árbol (i).
Precondición : Tiene que tener hijo derecho no vacío.
```
op
 
rotIzq
:
 
AVL
{
X
}
 
->
 
[
AVL
{
X
}
]
 
.

eq
 
rotIzq
(
arbolBin
(
R1
,
 
I
,
 
arbolBin
(
R2
,
 
I2
,
 
D2
)))
 
==

arbolBin
(
R2
,
 
arbolBin
(
R1
,
 
I
,
 
I2
),
 
D2
)
 
.

```

Si la inserción se produce en el hijo derecho del hijo izquierdo del nodo desequilibrado (o viceversa) hay que realizar una doble rotación.
Rotación doble a la derecha
La Rotación doble a la Derecha son dos rotaciones simples, primero rotación simple izquierda y luego rotación simple derecha.
Rotación doble a la izquierda
La Rotación doble a la Izquierda son dos rotaciones simples, primero rotación simple derecha y luego rotación simple izquierda.

### Inserción
La inserción en un árbol de AVL puede ser realizada insertando el valor dado en el árbol como si fuera un árbol de búsqueda binario desequilibrado y después retrocediendo hacia la raíz, rotando sobre cualquier nodo que pueda haberse desequilibrado durante la inserción.
Proceso de inserción:
1 Buscar hasta encontrar la posición de inserción o modificación (proceso idéntico a inserción en árbol binario de búsqueda)
2 Insertar el nuevo nodo con factor de equilibrio “equilibrado”
3 Desandar el camino de búsqueda, verificando el equilibrio de los nodos, y re-equilibrando si es necesario
Debido a que las rotaciones son una operación que tienen complejidad constante y a que la altura está limitada a O(log(n)), el tiempo de ejecución para la inserción es del orden O(log(n)).
```
op
 
insertar
:
 
X$Elt
 
AVL
{
X
}
 
->
 
AVLNV
{
X
}
 
.

eq
 
insertar
(
R
,
 
crear
)
 
==
 
arbolBin
(
R
,
 
crear
,
 
crear
)
 
.

	
ceq
 
insertar
(
R1
,
 
arbolBin
(
R2
,
 
I
,
 
D
))
 
==

if
 
(
R1
==
R2
)
 
then

	
arbolBin
(
R2
,
 
I
,
 
D
)

elseif
 
(
R1
<
R2
)
 
then

	
if
 
(
 
(
altura
(
insertar
(
R1
,
I
))
 
–
 
altura
(
D
))
 
<
 
2
)
 
then

		
arbolBin
(
R2
,
 
insertar
(
R1
,
 
I
),
 
D
)

	
else
 
***
hay
 
que
 
reequilibrar

		
if
 
(
R1
 
<
 
raíz
(
I
))
 
then

			
rotarDer
(
arbolBin
(
R2
,
 
insertar
(
R1
,
 
I
),
 
D
))

		
else

			
rotarDer
(
arbolBin
(
R2
,
 
rotarIzq
(
insertar
(
R1
,
 
I
)),
 
D
))

		
fi
 
.

	
fi
 
.

else

	
if
 
(
 
(
altura
(
insertar
(
R1
,
I
))
 
–
 
altura
(
D
))
 
<
 
2
)
 
then

		
arbolBin
(
R2
,
 
insertar
(
R1
,
 
I
),
 
D
)

	
else
 
***
 
hay
 
que
 
reequilibrar

		
if
 
(
R1
 
>
 
raíz
(
D
))
 
then

			
rotarIzq
(
arbolBin
(
R
,
 
I
,
 
insertar
(
R1
,
 
D
)))

		
else

			
rotatIzq
(
arbolBin
(
R
,
 
I
,
 
rotarDer
(
insertar
(
R1
,
 
D
))))

		
fi
 
.

	
fi
 
.

fi
 
.

```

### Extracción
El procedimiento de borrado es el mismo que en el caso de árbol binario de búsqueda. La diferencia se encuentra en el proceso de reequilibrado posterior.
El problema de la extracción puede resolverse en O (log(n)) pasos. Una extracción trae consigo una disminución de la altura de la rama donde se extrajo y tendrá como efecto un cambio en el factor de equilibrio del nodo padre de la rama en cuestión, pudiendo necesitarse una rotación.
Esta disminución de la altura y la corrección de los factores de equilibrio con sus posibles rotaciones asociadas pueden propagarse hasta la raíz.
 Borrar A, y la nueva raíz será M.
 Borrado A, la nueva raíz es M. Aplicamos la rotación a la izquierda.
 El árbol resultante ha perdido altura.
En el borrado pueden ser necesarias varias operaciones de restauración del equilibrio, y hay que seguir comprobando hasta llegar a la raíz.
```
op
 
eliminar
:
 
X$Elt
 
AVL
{
X
}
 
->
 
AVL
{
X
}
 
.

eq
 
eliminar
(
R
,
 
crear
)
 
==
 
crear
 
.

ceq
 
eliminar
(
R1
,
 
arbolBin
(
R2
,
 
I
,
 
D
))
 
==

	
if
 
(
R1
 
==
 
R2
)
 
then

		
if
 
esVacio
(
I
)
 
then

			
D

		
elseif
 
esVacio
(
D
)
 
then

			
I

		
else

			
for
 
(
i
=
0
;
 
i
<=
2
 
i
++
)

if
 
(
altura
(
I
)
 
-
 
altura
(
eliminar
(
min
(
D
),
D
))
 
<
 
2
)
 
then

				
arbolBin
(
min
(
D
),
 
I
,
 
eliminar
(
min
(
D
),
 
D
))

			
***
tenemos
 
que
 
reequilibrar

			
elseif
 
(
altura
(
hijoIzq
(
I
)
 
>=
 
altura
(
hijoDer
(
I
))))
 
then

				
rotDer
(
arbolBin
(
min
(
D
),
 
I
,
 
eliminar
(
min
(
D
),
D
)))

			
else

   
rotDer
(
arbolBin
(
min
(
D
),
 
rotIzq
(
I
),
 
eliminar
(
min
(
D
),
D
)))

```

### Búsqueda
Ejemplo en Java
```
public
 
class
 
Nodo
 
{
 

    
int
 
numMat
;
 

    
Nodo
 
izqda
,
 
drcha
;
 

    
public
 
Nodo
(
int
 
mat
){
 

        
numMat
 
=
 
mat
;
 

        
izqda
 
=
 
drcha
 
=
 
null
;
 

    
}
 

    
public
 
void
 
re_enorden
(){
 

        
if
(
izqda
 
!=
 
null
)

            
izqda
.
re_enorden
();

        
System
.
out
.
println
(
"Matricula:   "
 
+
numMat
);
 

        
if
(
drcha
 
!=
 
null
)
 

            
drcha
.
re_enorden
();
 

    
}
 

}
 

public
 
class
 
AVL
 
{
 

    
private
 
Nodo
 
raíz
;
 

    
public
 
AVL
 
(){
 

        
raíz
 
=
 
null
;
 

    
}
 

    
public
 
void
 
insertar
(
int
 
nuevoM
){
 

        
if
(
raíz
==
null
){
 

            
raíz
 
=
  
new
 
Nodo
(
nuevoM
);
 

        
}
 

        
else
{
 

            
insertar
(
raíz
,
nuevoM
);
 

        
}
 

    
}
 

    
private
 
void
 
insertar
(
Nodo
 
rz
,
 
int
 
nm
){
 

        
if
 
(
rz
 
==
 
null
)
 

            
rz
 
=
 
new
 
Nodo
(
nm
);
 

        
else
 
if
(
nm
 
<
 
rz
.
numMat
)
 

            
insertar
(
rz
.
izqda
,
nm
);
 

        
else
 
if
(
nm
 
>
 
rz
.
numMat
)
 

            
insertar
(
rz
.
drcha
,
nm
);
 

        
else
 

            
System
.
out
.
println
(
"Numero Duplicados"
);
 

    
}
 

    
public
 
void
 
visualizar
(){
 

        
if
(
raíz
!=
null
)
 

            
raíz
.
re_enorden
();
 

    
}
 

}

public
 
class
 
Ejecutar
 
{
 

    
public
 
static
 
void
 
main
(
String
 
[]
args
){
 

        
AVL
 
árbol
 
=
 
new
 
AVL
 
();
 

        
árbol
.
insertar
(
6
);
 

        
árbol
.
insertar
(
3
);
 

        
árbol
.
insertar
(
7
);
 

        
árbol
.
visualizar
();
 

    
}
 

}

```

Ejemplo de TAD AVL en C++
```
#include
 
<cstdio>

struct
 
AVL
{

	
int
 
dato
,
 
FB
;
 
// FB es la altura del subarbol izquierdo menos la altura del subarbol derecho

	
AVL
 
*
izq
,
 
*
der
;

	
bool
 
borrado
;

};

void
 
rotarLL
(
AVL
*
 
&
A
){
 
//precond: el árbol necesita una rotacion LL

	
AVL
*
 
aux
 
=
 
A
->
izq
->
der
;

	
A
->
izq
->
der
 
=
 
A
;

	
A
->
izq
->
FB
 
=
 
0
;
 

	
AVL
*
 
aux2
 
=
 
A
->
izq
;

	
A
->
izq
 
=
 
aux
;

	
A
->
FB
 
=
 
0
;

	
A
 
=
 
aux2
;

}

void
 
rotarRR
(
AVL
*
 
&
A
){
 
//precond: el árbol necesita una rotacion RR

	
AVL
*
 
aux
 
=
 
A
->
der
->
izq
;

	
A
->
der
->
izq
 
=
 
A
;

	
A
->
der
->
FB
 
=
 
0
;
 

	
AVL
*
 
aux2
 
=
 
A
->
der
;

	
A
->
der
 
=
 
aux
;

	
A
->
FB
 
=
 
0
;

	
A
 
=
 
aux2
;

}

void
 
rotarLRalter
(
AVL
*
 
&
A
){
 
//precond: el árbol necesita una rotacion LR

	
rotarRR
(
A
->
izq
);

	
rotarLL
(
A
);

}

void
 
rotarRLalter
(
AVL
*
 
&
A
){
 
//precond: el árbol necesita una rotacion RL

	
rotarLL
(
A
->
der
);

	
rotarRR
(
A
);

}

AVL
*
 
Crear
(){

	
return
 
NULL
;

}

void
 
Insert
(
int
 
n
,
 
bool
 
&
aumento
,
 
AVL
*
 
&
A
){

	
if
 
(
A
 
==
 
NULL
){

		
A
 
=
 
new
 
AVL
;

		
A
->
dato
 
=
 
n
;

		
A
->
FB
 
=
 
0
;

		
A
->
izq
 
=
 
NULL
;

		
A
->
der
 
=
 
NULL
;

		
aumento
 
=
 
true
;

		
A
->
borrado
 
=
 
false
;

	
}
else
{

		
if
 
(
n
 
<
 
A
->
dato
){
			

			
Insert
(
n
,
 
aumento
,
 
A
->
izq
);
			

			
if
 
(
aumento
){

				
switch
 
(
A
->
FB
){

					
case
 
-1
:{

						
A
->
FB
 
=
 
0
;

						
aumento
 
=
 
false
;

						
break
;

					
}

					
case
 
0
:{

					    
A
->
FB
 
=
 
1
;

						
aumento
 
=
 
true
;

						
break
;

					
}

					
case
 
1
:{

						
if
 
(
A
->
izq
->
FB
 
==
 
1
){
 
// Si es 1 necesita una rotacion LL si es -1 necesita una rotacion LR

							
rotarLL
(
A
);

						
}
else
{

							
rotarLRalter
(
A
);

						
}

						
aumento
 
=
 
false
;

						
break
;

					
}

				
}

			
}

		
}
else
{

			
Insert
(
n
,
 
aumento
,
 
A
->
der
);
			

			
if
 
(
aumento
){

				
switch
 
(
A
->
FB
){

					
case
 
-1
:{

						
if
 
(
A
->
der
->
FB
 
==
 
1
){
 
// Si es 1 necesita una rotacion RL si es -1 necesita una rotacion RR

							
rotarRLalter
(
A
);

						
}
else
{

							
rotarRR
(
A
);

						
}

						
aumento
 
=
 
false
;
						

						
break
;

					
}

					
case
 
0
:{

						
A
->
FB
 
=
 
-1
;

						
aumento
 
=
 
true
;

						
break
;

					
}

					
case
 
1
:{

						
A
->
FB
 
=
 
0
;

						
aumento
 
=
 
false
;

						
break
;

					
}

				
}

			
}

		
}

	
}

}

void
 
Insertar
(
AVL
*
 
&
A
,
 
int
 
n
){

	
bool
 
aumento
;

	
Insert
(
n
,
 
aumento
,
 
A
);

}

bool
 
EsVacio
(
AVL
*
 
A
){

	
return
 
A
 
==
 
NULL
;

}

bool
 
Pertenece
(
AVL
*
 
A
,
 
int
 
n
){

	
if
 
(
A
 
==
 
NULL
){

		
return
 
false
;

	
}
else
{

		
if
 
(
A
->
dato
 
==
 
n
){

			
if
 
(
A
->
borrado
){

				
return
 
false
;

			
}
else
{

				
return
 
true
;

			
}

		
}
else
 
if
 
(
n
 
<
 
A
->
dato
){
		

			
return
 
Pertenece
(
A
->
izq
,
 
n
);

		
}
else
{

			
return
 
Pertenece
(
A
->
der
,
 
n
);

		
}
		

	
}

}

void
 
Borrar
(
AVL
*
 
&
A
,
 
int
 
n
){

	
if
 
(
A
->
dato
 
==
 
n
){

		
A
->
borrado
 
=
 
true
;

	
}
else
 
if
 
(
n
 
<
 
A
->
dato
){
		

		
Borrar
(
A
->
izq
,
 
n
);

	
}
else
{

		
Borrar
(
A
->
der
,
 
n
);

	
}

}

```